# Чистое (озеро, Магаданская область)
Чи́стое — озеро в Ольском городском округе Магаданской области. Площадь зеркала — 40,5 км².

## География
Расположено в межгорной депрессии, в болотистой низине, поросшей лесом, примерно в 9 километрах восточнее Тауйской губы. Приозёрная равнина сформирована терригенными отложениями среднеплейстоценового возраста.
Имеет овальную форму, протяжённость составляет 9 километров с севера на юг и 6,5 километра с запада на восток. Береговая черта по большей части ровная или слабо изогнутая, берега галечные и песчаные. В юго-западном углу озера берег изрезан небольшими заливами и бухтами.
Прилегающая местность пересечена большим числом ручьёв и рек, питающих озеро. В южной и северо-восточной части развита сеть западинно-термокарстовых озёр. Местами на берег озера выходят угленосные пласты с остатками шишконосных пород.
Вокруг находится множество мелких озёр. Из Чистого вытекает река Олачан, в само озеро впадает множество безымянных водотоков. Южнее проходит гряда Кил.
Дно покрыто серыми илами. Значительную площадь занимают мелководья с песчаным или мелкогалечным субстратом глубиной 0,7—1 метр. Вода тёмная, прозрачная (видимость — 1—2 метра); реакция воды нейтральная или слабокислая (6,8—7,4).
Климат участка — приморский субарктический. В начале лета часты туманы. Лёд устанавливается в середине октября, разрушается в начале-середине июня. В августе вода нагревается до +14 °C.
Код озера в Государственном водном реестре РФ — 19100000211119000001223.